# Колонна Цезаря
«Колонна Цезаря: История двадцатого столетия» (англ. Caesar's Column: A Story of the Twentieth Century) — научно-фантастический роман американского писателя и аграрного популиста Игнатия Доннелли (написан под псевдонимом Эдмуд Буагильбер), носящий антисоциалистическую направленность. Является частью литературной полемики с произведениями Эдварда Беллами (в первую очередь «Через сто лет»). Издан роман в 1890 году. В нём соединены антиутопия и утопия.
На русском языке роман был издан в 1910 году под названием «Крушение цивилизации».

## Содержание
Роман представляет собой своеобразное эпистолярное произведение. Он построен в виде писем Габриэля Вельтштейна, описывающего брату свое путешествие в Нью-Йорк в 1988 году. Уэльтштейн является продавцом шерсти из Уганды, где сионисты основали собственное государство. Уэльтштейн прибыл в США, чтобы договориться непосредственно с компаниями, переработчиками шерсти без посредников. Путешествие совершается дирижаблем. Нью-Йорк описывается как сосредоточение новейших технологий: телевизионные газеты, возможность заказать через виртуальное меню любое блюдо из любой части света. Впрочем, власть в государстве принадлежит олигархии.
Случайно Уэльтштейн спасает Макса Петиона, главу подпольного движения «Братства разрушения» от слуги принца Кабано, одного из руководителей олигархии. Эстела спасает Уэльтштейна от принца Кабано, вместе они убегают к Петиону. Вельштейн оказывается в пролетарском обществе, где Петион рассказывает о хищническом и удручающем социальном и экономическом порядке. Габриэль встречается с президентом братства Цезарем Ломеллини (полувитальцем-полуфриканцем), безжалостным фанатиком.
В конце концов Уэльтштейн оказывается в вихре пролетарского восстания — началась социалистическая революция. Обе стороны используют новейшее оружие, в том числе динамитные шары. Наступает социальная катастрофа. Но «Братство разрушения», несмотря на огромные жертвы, одерживает победу. Цезарь Ломеллини приказывает закатать всех погибших в бетон и построить колонну на Юнион-сквер. В духе итальянского историка Г. Ферреро, автора книги «Величие и падение Рима», где пролетарские революции сопоставлялись с движением римских плебеев последних лет существования республики и первых десятилетий Императорского Рима, Доннелли рисует апокалипсис и распад западной цивилизации под влиянием прихода к власти плебеев и их лидеров-диктаторов.
Впрочем, вскоре Цезарь погибает, среди победителей-пролетариев начинается новый военный хаос. Уэльтштейн с друзьями на дирижабле спасается из Нью-Йорка. Вместе с Эстеллой и друзьями он прибывает в Уганду, где образуется аграрное общество, соответствующее фермерскому мифу XIX века о первичной Америке. В результате формируется идеальное, утопическое общество с конституцией, обеспечивающее социальное и экономическое равенство. Этим противопоставлена идея автора о необходимости уменьшения социального напряжения через переход к аграрному типу хозяйствования, где нет места социалистическим идеям.